# Siège de Cirta
Guerre de Jugurtha
Batailles
Le siège de Cirta, s'est déroulé en 112 av. J.-C., opposant Jugurtha, roi de Numidie occidentale, à son demi-frère, et roi de Numidie orientale, Adherbal. Ils se disputaient le trône de Numidie après la mort du roi Micipsa. Jugurtha envahit le territoire d'Adherbal, le vainquit et l'assiégea dans sa capitale, Cirta. Deux délégations romaines tentèrent de négocier un règlement, mais Jugurtha les ignora. Lorsque la ville se rendit, il tortura Adherbal à mort et exécuta tous ceux qui avaient pris les armes contre lui, y compris de nombreux Romains. Ce dernier acte déclencha la guerre de Jugurtha entre Rome et la Numidie.

## Résumé
Dans son ambition d'unifier le royaume de Numidie à nouveau, Jugurtha a ignoré les promesses faites aux ambassadeurs romains qui ont essayé de régler le conflit, et attaqua Cirta. Lorsque la population a réalisé que les Romains ne pouvaient dissuader Jugurtha de ses intentions, ils se sont rendus avec la promesse qu'ils auraient la vie sauve. Mais tous les défenseurs ont été massacrés, y compris Adherbal et de nombreux Romains qui étaient dans la ville, ce qui rendit furieux le Sénat romain. L'année suivante, les Romains ont déclaré la guerre à Jugurtha.

## Contexte
La Numidie était un royaume situé en Afrique du Nord (correspondant approximativement au nord de l'actuelle Algérie), voisin de l'ancienne ennemie jurée de Rome, Carthage. Le roi Massinissa, fidèle allié de Rome lors de la Troisième guerre punique, mourut en 149 av. J.-C. et fut remplacé par son fils Micipsa, qui régna de 149 à 118 av. J.-C.
À sa mort, Micipsa laissait trois héritiers potentiels : ses deux fils, Adherbal et Hiempsal Ier, ainsi qu'un neveu illégitime, Jugurtha. Ce dernier s'était illustré sous les ordres de Scipion Émilien lors du siège de Numance, où il s'était lié d'amitié avec l'aristocratie romaine et avait acquis une connaissance des mœurs et des tactiques militaires romaines. Craignant que Jugurtha ne s'empare du royaume à la mort de son père, Micipsa décida de l’adopter et de partager la royauté entre ses deux fils et lui.
Après la mort de Micipsa, les trois rois entrèrent en conflit et convinrent finalement de diviser le royaume en trois parties distinctes. Cependant, ne parvenant pas à s'entendre sur les modalités du partage, Jugurtha déclara ouvertement la guerre à ses cousins. Hiempsal, le plus jeune et le plus courageux des frères, fut assassiné par les agents de Jugurtha. Ce dernier leva ensuite une armée et marcha contre Adherbal, qui s’enfuit à Rome pour solliciter l'arbitrage du Sénat romain.
Rome envoya une commission dirigée par l'ex-consul Lucius Opimius pour régler le différend, mais les sénateurs qui la composaient furent soudoyés par Jugurtha, qui fut ainsi acquitté de son crime. Le royaume numide fut divisé en deux, et grâce à d'autres pots-de-vin, Jugurtha obtint la moitié occidentale, plus prospère.
Insatisfait, Jugurtha chercha à provoquer son rival en multipliant les incursions de cavalerie à la frontière. Mais Adherbal refusa de réagir militairement et envoya un message à Rome pour dénoncer les agissements de son cousin. Le Sénat romain ne prit aucune mesure efficace, et en 113 av. J.-C., Jugurtha lança une invasion à grande échelle du royaume de son cousin. Adherbal tenta de lui résister près de Rusicade (actuelle Skikda), mais fut défait. Il se replia avec ses survivants dans sa capitale, Cirta.

## Déroulement
Cirta était solidement située sur une colline escarpée, avec le fleuve Ampsaga s'enroulant autour de sa base. La ville comptait une importante minorité romaine, principalement des marchands influents et leurs familles ; ceux-ci rejoignirent le reste de la population pour défendre les remparts. Cirta réussit à tenir longtemps face à l'armée assiégeante.
Avant de se replier dans la ville, Adherbal avait envoyé des messagers à Rome pour informer le Sénat de l'invasion de Jugurtha. Une commission de dix Romains inexpérimentés fut dépêchée pour négocier avec Jugurtha. Ce dernier les renvoya en affirmant qu'Adherbal avait tenté de l'empoisonner, et ils retournèrent à Rome sans obtenir de résultat.
Le Sénat envoya alors une délégation plus prestigieuse, dirigée par Marcus Æmilius Scaurus, l'un des politiciens romains les plus influents, afin de contraindre Jugurtha à se soumettre. Après une tentative furieuse mais infructueuse de prendre d'assaut les murs de Cirta avant l'arrivée de cette délégation, Jugurtha se rendit à Utique pour recevoir les émissaires.
S'ensuivit une longue négociation sans résultat, au cours de laquelle Jugurtha s'efforça de prolonger les discussions par des déclarations vagues, sans faire de réelles concessions. La commission de Scaurus retourna à Rome sans avoir rien accompli. À bout de provisions, Adherbal décida alors de capituler. Les Romains présents dans la ville acceptèrent, comptant sur leur immunité en tant que citoyens romains. Cependant, Adherbal fut mis à mort après de longues tortures, et tous les hommes ayant participé à la défense de la ville, qu'ils soient Romains ou Africains, furent exécutés.

## Conséquences
L'abandon d'un allié loyal et précieux, ainsi que la mort de citoyens romains, provoquèrent l'indignation de la population romaine. Cela fut aggravé par la croyance générale que Scaurus et son entourage, ainsi que les précédentes commissions romaines envoyées auprès de Jugurtha, avaient accepté des pots-de-vin de sa part. Le Sénat tenta de réprimer l'agitation, mais Gaius Memmius, tribun élu pour l'année suivante, déclara son intention d'inculper les sénateurs soupçonnés de corruption. Le Sénat déclara alors la guerre, déclenchant ainsi la guerre de Jugurtha (111-106 av. J.-C.). Malgré des revers initiaux pour Rome, Jugurtha fut finalement vaincu par les habiles généraux Quintus Caecilius Metellus Numidicus et Gaius Marius, ce dernier capturant Jugurtha et l'amenant à Rome, où il mourut enchaîné dans le Tullianum.